# Desmodium dutrae
Desmodium dutrae är en ärtväxtart som beskrevs av Gustaf Oskar Andersson Malme. Desmodium dutrae ingår i släktet Desmodium och familjen ärtväxter. Inga underarter finns listade i Catalogue of Life.